# Richard A. Heyman
Richard A. Heyman (c. 1935 – 16 tháng 9 năm 1994) là một thị trưởng người Mỹ, là thị trưởng của Key West, Florida từ 1983 đến 1985 và từ 1987 đến 1989. Ông là một trong những quan chức công khai đồng tính công khai đầu tiên ở Hoa Kỳ.

## Tuổi thơ
Richard A. Heyman sinh vào khoảng năm 1935. Ông lớn lên ở Grand Rapids, Ohio. Ông tốt nghiệp Đại học Ohio State năm 1957.

## Đời tư, qua đời và di sản
Heyman đã có một bạn đời lâu năm, John Kiraly. Ông qua đời vì viêm phổi liên quan đến AIDS vào ngày 16 tháng 9 năm 1994. Ông 59 tuổi.
Các bài báo của ông được tổ chức tại Thư viện Đại học Cornell ở Ithaca, New York.
Cơ sở kiểm soát ô nhiễm môi trường Richard A. Heyman ở Key West được đặt tên để vinh danh ông. Năm 2010, một bộ phim tài liệu về nhiệm kỳ đầu tiên của Richard Heyman với tư cách là thị trưởng, được đạo diễn bởi John Mikytuck, The Newcomer, đã được phát hành.
Năm 2018, Teri Johnston được bầu làm thị trưởng đồng tính nữ công khai đầu tiên của Key West.